# St. Andrew (Ilketshall)
St. Andrew, Ilketshall is een civil parish in het bestuurlijke gebied East Suffolk, in het Engelse graafschap Suffolk. In 2001 telde het dorp 279 inwoners.